# Last Christmas
«Last Christmas» (с англ. — «На прошлое Рождество») — песня британского поп-дуэта Wham!. Написанная и спродюсированная Джорджем Майклом, она была выпущена 3 декабря 1984 года на лейбле CBS Records по всему миру и как двойной A-side на лейбле Epic Records с «Everything She Wants» в нескольких европейских странах. Песня была перепета многими артистами, включая Тейлор Свифт, Ариану Гранде, Вигфилда, Crazy Frog и Билли Пайпер.
После своего первого релиза в 1984 году «Last Christmas» провела пять последовательных недель на втором месте в UK Singles Chart — она уступила первое место песне Band Aid «Do They Know It's Christmas?» (в которой Майкл также принимал участие). После множества попаданий в чарты в последующие годы, включая ещё три недели на втором месте, и в результате чего запись стала частью каталога RCA Records, песня наконец достигла первого места в британском чарте синглов в первый день Нового года 2021 года (дата окончания чарта — 7 января 2021 года), более чем через 36 лет после её первоначального релиза; таким образом она стала пятым синглом дуэта, занявшим первое место в Великобритании. До того, как достичь первого места, «Last Christmas» в течение многих лет удерживал рекорд как самый продаваемый сингл, никогда не возглавлявший чарты Official Charts Company (OCC) с 1,9 миллиона проданных копий (не включая потоковые записи). Этот рекорд сейчас принадлежит «Mr. Brightside» группы The Killers. Песня достигла первого места в Великобритании после того, как её прослушали 9,2 миллиона раз в последнюю неделю 2020 года и продали 1555 загрузок, что в общей сложности составило 40 149 совокупных продаж. Став рождественским номером два в 2022 году, «Last Christmas» наконец-то добилась звания рождественского номера один в 2023 году, спустя 39 лет после своего первоначального релиза, а в 2024 году стала первой песней, которая была рождественским номером один два года подряд. Объединив продажи и потоки, она также стала третьей самой продаваемой песней в Великобритании.
За пределами Великобритании песня возглавила чарты в пятнадцати странах и достигла пика в первой десятке чартов в нескольких странах, включая Австралию, Канаду и США. Она также достигла второго места в Billboard Global 200 в январе 2021 года. Wham! пожертвовали все свои гонорары на помощь голодающим в Эфиопии. В общебританском опросе, проведённом в декабре 2012 года, песня заняла восьмое место в специальном выпуске телеканала ITV «Любимая рождественская песня нации» и была признана самой популярной песней 1980-х годов в программе 5 канал «Любимые песни 80-х в Британии» к Рождеству 2020 года. Это была самая популярная рождественская песня 21-го века в Великобритании, пока в 2011 году её не обогнала «Fairytale of New York».

## Разработка

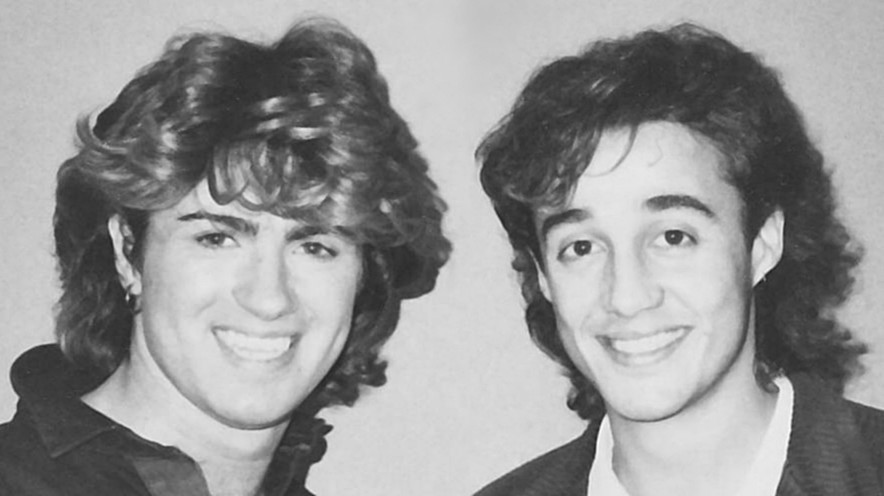
Wham! в 1985 году: Джордж Майкл (слева) и Эндрю Риджли

Разработка песни «Last Christmas» началась в феврале 1984 года, когда Джордж Майкл и Эндрю Риджли навещали родителей Майкла. Песня, посвящённая рождественскому расставанию и восстановлению певца после него, была написана Майклом в его детской спальне. Майкл сыграл Риджли вступление и припев к «Last Christmas», которую Риджли позже назвал «моментом чуда».

### Запись
Песня была записана в августе 1984 года в Advision Studios, Лондон, Англия. Джордж Майкл написал, исполнил, спродюсировал и сыграл на каждом инструменте в треке. С драм-машиной LinnDrum, синтезатором Roland Juno-60 и колокольчиками они начали записывать песню летом, Майкл «украсил [студию] рождественскими украшениями, чтобы создать настроение». Единственными другими людьми в студии были инженер Крис Портер и два помощника, Пол Гоммерсал и Ричард Моукс. По словам Портера, в лирическом плане «у вас есть счастье ритм-трека, но против этого у вас есть печаль неразделенной любви».

## Появления в чарте

### Великобритания
У Wham! уже было два сингла номер один в UK Singles Chart в 1984 году, и новость о том, что они планируют рождественский сингл, означала, что битва за желанное рождественское место номер один в Британии, похоже, развернётся между Wham! и другим крупным артистом года, Frankie Goes to Hollywood, который достиг третьего места № 1 в начале декабря с «The Power of Love». Сингл Band Aid, написанный Бобом Гелдофом и Миджем Юром, породил сингл № 1 «Do They Know It's Christmas?», в то время как предложение Wham! достигло пика на 2-м месте большую часть периода. Wham! пожертвовал все гонорары за «Last Christmas» / «Everything She Wants», первый из которых превысил 250 000 фунтов стерлингов (что эквивалентно 1 010 000 фунтов стерлингов в 2023 году), в фонд помощи голодающим Эфиопии.
В последующие годы песня 15 раз входила в британский Топ-40, достигая Топ-10 шесть раз (включая серию из пяти лет подряд с 2016 по 2020 год). В 1985 и 2017 годах она достигла своей лучшей позиции в чартах под номером два, прежде чем, наконец, возглавить чарты 1 января 2021 года, через 36 лет после своего первоначального релиза в 1984 году. В процессе «Last Christmas» достиг рекорда чарта по самому длительному времени, которое потребовалось синглу, чтобы достичь вершины британского чарта синглов после его первого релиза, подвиг, который ранее был у «(Is This The Way To) Amarillo?» Тони Кристи, который возглавил чарт в марте 2005 года, через 33 года и четыре месяца после своего первоначального релиза в ноябре 1971 года. С тех пор рекорд был превзойдён в июне 2022 года Кейт Буш с «Running Up That Hill», на что ушло 37 лет.
Согласно анализу показателей PRS for Music, было подсчитано, что песня приносит 300 000 фунтов стерлингов роялти в год.
| UK Singles Chart | UK Singles Chart | UK Singles Chart                             |
| Год              | Высшая позиция   | Недели нахождения в чарте                    |
| ---------------- | ---------------- | -------------------------------------------- |
| 1984             | 2                | 13 недель (15 декабря 1984 — 9 марта 1985)   |
| 1985             | 2 / 6            | 7 недель (14 декабря 1985 — 25 января 1986)  |
| 1986             | 14/ 45           | 5 недель (13 декабря 1986 — 10 января 1987)  |
| 2007             | 14               | 5 недель (8 декабря 2007 — 5 января 2008)    |
| 2008             | 26               | 5 недель (6 декабря 2008 — 3 января 2009)    |
| 2009             | 34               | 4 недели (12 декабря 2009 — 2 января 2010)   |
| 2010             | 53               | 4 недели (11 декабря 2010 — 1 января 2011)   |
| 2011             | 26               | 4 недели (10 декабря 2011 — 31 декабря 2011) |
| 2012             | 34               | 5 недель (8 декабря 2012 — 5 января 2013)    |
| 2013             | 36               | 5 недель (7 декабря 2013 — 4 января 2014)    |
| 2014             | 28               | 5 недель (6 декабря 2014 — 3 января 2015)    |
| 2015             | 18               | 5 недель (10 декабря 2015 — 7 января 2016)   |
| 2016             | 7                | 5 недель (8 декабря 2016 — 5 января 2017)    |
| 2017             | 2                | 6 недель (30 ноября 2017 — 4 января 2018)    |
| 2018             | 3                | 5 недель (6 декабря 2018 — 3 января 2019)    |
| 2019             | 3                | 6 недель (28 ноября 2019 — 2 января 2020)    |
| 2020             | 1                | 8 недель (13 ноября 2020 — 1 января 2021)    |
| 2021             | 2                | 8 недель (18 ноября 2021 — 6 января 2022)    |
| 2022             | 1                | 8 недель (17 ноября 2022 — 5 января 2023)    |
| 2023             | 1                | 9 недель (16 ноября 2023 — 11 января 2024)   |
| 2024             | 1                | 7 недель (14 ноября 2024 — 26 декабря 2024)  |

Общий тираж «Last Christmas» к февралю 2020 года превысил 1,9 млн копий и он остаётся бестселлером среди всех хитов, не достигших первого места в чарте Великобритании (до 2021) и 10-м среди чарттопперов. В ноябре 2020 года он сертифицирован в 3-кратном мультиплатиновом статусе.
В декабре 2019 года сингл достиг первого места в британских чартах виниловых пластинок Official Vinyl Singles Chart и в стриминговом чарте Official Video Streaming Chart.
Он стал самым продаваемым виниловым синглом в Великобритании в 2019 году.

### США
В США песня регулярно появляется в хит-параде праздничных дней Billboard Holiday Songs Chart. По данным на 25 ноября 2016, общее количество цифровых продаж трека в США составило 751,000 загрузок по данным Nielsen SoundScan, что соответствует 10-му месту в Списке лучших новогодних/праздничных цифровых синглов всех времён в эру US SoundScan (то есть с начала таковых учётов с 1991 года). 7 января 2017 года, после смерти Джорджа Майкла песня дебютировала на 50-м месте в главном американском хит-параде Billboard Hot 100, позднее поднявшись до 41-го места. Ранее она ни разу за тридцать лет в этом основном чарте не появлялась из юридических нюансов (не было официальных коммерческих продаж). Лишь в цифровую эру, трек стал доступен через загрузки и стриминговые платформы. Своего высшего 3-го места
в чарте Billboard Holiday Songs Chart песня достигла 7 декабря 2019 года.
В декабре 2018 года сингл поднялся на самую высокую за три десятилетия релиза свою позицию в США (№ 34 в Hot 100) и впервые вошёл в Top-40. В январе 2019 года он поднялся ещё выше: на 25-е место в Hot 100, а в январе 2020 года уже — на 11-е место. И, наконец, почти историческое событие произошло 2 января 2021 года, когда сингл «Last Christmas» достиг 9-го места в Hot 100, то есть впервые за 35 лет релиза попал в десятку лучших в США. 24 декабря 2022 года сингл впервые поднялся до 6-го места в Hot 100. По данным Recording Industry Association of America (RIAA) он получил 2-кратную платиновую сертификацию в декабре 2020 года за тираж 2 млн цифровых единиц.

### Швеция
В декабре 2017, 28 декабря 2018 и в декабре 2019 годов сингл «Last Christmas» был на первом месте в Швеции в чарте Swedish singles chart.

## Музыкальное видео
В музыкальном видеоклипе на песню «Last Christmas», снятом британским режиссёром рекламы, фильмов и музыкальных клипов Эндрю Мораханом, участники группы Wham! Майкл и Риджли сопровождают своих подруг, чтобы увидеть друзей в неуказанном коттедже горнолыжного курорта; канатная дорога, которая видна в двух кадрах, из Зас-Фе, Швейцария, где видео было снято 21 ноября 1984 года. С самого начала становится ясно, что персонаж девушки Риджли (которую играет модель Кэти Хилл) ранее состояла в отношениях с Майклом, и что песня адресована ей. Её можно заметить на протяжении всего видео по тому факту, что она обычно носит красное, но все остальные носят более приглушенные цвета.
Есть краткий флэшбэк к предыдущему Рождеству, показывающий, как персонаж Майкла дарит персонажу Кэти Хилл драгоценную брошь. В настоящее время Риджли носит брошь, что предполагает, что Хилл сделала такой же подарок (возможно, передарив) своей новой любви после того, как они с Майклом расстались. Когда Хилл носит брошь после того, как получила её от персонажа Майкла, она «правильной стороной вверх», а когда её носит персонаж Риджли, он носит её «вверх ногами». Во многих случаях Майкл демонстрирует задумчивое выражение, что указывает на его противоречивые эмоции. Когда Майкл украшает рождественскую елку, некоторые украшения падают на пол, где сидит бывшая девушка Майкла, и бывшая пара обменивается несколькими секундами понимающих взглядов друг на друга.
В конце видео все покидают коттедж, и когда группа выходит из канатной дороги, они все должным образом «разбиваются на пары» с Майклом и его новой девушкой, которую играет актриса Дебби Киллингбэк, выглядящими счастливыми.
В видео также были представлены бэк-вокалистки дуэта Pepsi & Shirlie.

### Шале
Музыкальный клип снимался в двух шале в Зас-Фе. Одно — шале Шлихтен — использовалось для внешних съёмок, включая снежки. Другое — шале Штайнматте — использовалось для сцен украшения ёлки и ужина.

### Восстановление
Музыкальный клип, изначально снятый на 35-миллиметровую плёнку, был выпущен 13 декабря 2019 года в разрешении 4K Ultra HD. Оригинальный режиссёр музыкального клипа Энди Морахан нашёл семь из восьми рулонов оригинальных 35-миллиметровых отснятых материалов и работал с командами Cinelab London и художником по визуальным эффектам Рассом Шоу из Nice Biscuits на этапе постпродакшна, чтобы воссоздать видео с использованием плёнки с более высоким разрешением.

### Last Christmas Unwrapped
60-минутный телевизионный документальный фильм об истории «Last Christmas», показанный на BBC Two и BBC iPlayer в декабре 2024 года в ознаменование 40-й годовщины его выхода. В нём участвуют Риджли, Ширли, Пепси и другие близкие друзья из оригинального музыкального клипа, а также снова посещается Зас-Фе в Швейцарии, где был снят музыкальный клип, а также рассматривается создание песни.

### Споры насчет авторских прав
От имени авторов песни «Can't Smile Without You», ставшей популярной благодаря Барри Манилоу, издательская компания Dick James Music в середине 1980-х годов подала в суд на Майкла за плагиат, утверждая, что «Last Christmas» заимствовала свою мелодию из первой. Дело было прекращено, когда музыковед представил более 60 песен прошлого века, которые имели сопоставимую последовательность аккордов и мелодию.

### Список композиций
| 7": Epic / A 4949 (UK) 1. «Everything She Wants» — 5:07 7": Epic / QA 4949 (Великобритания) 1. «Everything She Wants (ремикс)» — 5:31 2. «Last Christmas» — 4:24 12": Epic / TA 4949 (Великобритания) 1. «Last Christmas (pudding mix)» — 6:47 2. «Everything She Wants» — 5:07 12": Epic / QTA 4949 (Великобритания) 1. «Everything She Wants (ремикс)» — 6:30 2. «Last Christmas (pudding mix)» — 6:47 7": Epic / WHAM 1 (Великобритания) 1. «Last Christmas» — 4:24 2. «Blue (Armed With Love) [вживую в Китае]» — 5:43 | 12": Epic / WHAM T1 (Великобритания) 1. «Last Christmas (pudding mix)» — 6:47 2. «Blue (Armed With Love) [Великобритания]» — 5:43 3. «Everything She Wants (ремикс)» — 5:31 7": Epic / 650269 7 (Великобритания) 1. «Last Christmas» — 4:24 2. «Where Did Your Heart Go?» — 5:43 12": Epic / 650269 6 (Великобритания) 1. «Last Christmas (pudding mix)» — 6:47 2. «Where Did Your Heart Go?» — 5:43 7", 12", CD: Tent / PD45579 1. «Last Christmas (ремикс)» — 5:13 2. «Everything She Wants (ремикс)» — 6:01 3. «Last Christmas (pudding mix)» — 6:47 4. «Everything She Wants» — 6:29 |

## Позиции в хит-парадах
| Чарт (1984—2024)                          | Высшая позиция |
| ----------------------------------------- | -------------- |
| Австралия (ARIA)                          | 2              |
| Австрия (Ö3 Austria Top 40)               | 1              |
| Бельгия/Фландрия (Ultratop 50)            | 2              |
| Канада (Billboard Canadian Hot 100)       | 2              |
| СНГ (TopHit)                              | 29             |
| Чехия (Rádio — Top 100)                   | 11             |
| Чехия (Singles Digitál Top 100)           | 2              |
| Дания (Tracklisten)                       | 1              |
| Нидерланды                                | 2              |
| Финляндия (Suomen virallinen singlelista) | 1              |
| Франция (SNEP)                            | 7              |
| Германия (GfK)                            | 1              |
| Мир (Billboard Global 200)                | 2              |
| Греция                                    | 3              |
| Венгрия (Rádiós Top 40)                   | 40             |
| Венгрия (Single Top 40)                   | 2              |
| Венгрия (Stream Top 40)                   | 2              |
| Исландия (RÚV)                            | 1              |
| Ирландия (IRMA)                           | 1              |
| Италия (Musica e dischi)                  | 1              |
| Япония (Billboard Japan Hot 100)          | 13             |
| Япония (Oricon International Chart)       | 1              |
| Япония (Oricon Singles Chart)             | 12             |
| Латвия (LAIPA)                            | 1              |
| Литва (AGATA)                             | 4              |
| Нидерланды (Dutch Top 40)                 | 2              |
| Нидерланды (Single Top 100)               | 2              |
| Новая Зеландия (Recorded Music NZ)        | 2              |
| Норвегия (VG-lista)                       | 2              |
| Польша (Polish Airplay Top 100)           | 6              |
| Польша (Dance Top 50)                     | 42             |
| Польша (Polish Streaming Top 100)         | 1              |
| Португалия (AFP)                          | 2              |
| Россия (TopHit)                           | 79             |
| Шотландия (OCC Scotland)                  | 3              |
| Сингапур (RIAS)                           | 2              |
| Словакия (Rádio — Top 100)                | 18             |
| Словакия (Singles Digitál Top 100)        | 1              |
| Словения (SloTop50)                       | 1              |
| Республика Корея (Gaon)                   | 5              |
| Испания (PROMUSICAE)                      | 9              |
| Швеция (Sverigetopplistan)                | 1              |
| Швейцария (Schweizer Hitparade)           | 2              |
| Великобритания (OCC UK Singles)           | 1              |
| США (Billboard Hot 100) ·                 | 3              |
| США (Billboard Adult Contemporary)        | 22             |
| США (Billboard Adult Pop Airplay)         | 40             |
| США, Holiday 100 (Billboard)              | 3              |

| Чарт (1984)                  | Позиция |
| ---------------------------- | ------- |
| Великобритания (Gallup Poll) | 6       |

| Чарт (1985)                   | Позиция |
| ----------------------------- | ------- |
| Австралия (Kent Music Report) | 31      |
| Бельгия (Ultratop Flanders)   | 65      |
| Нидерланды (Dutch Top 40)     | 65      |

| Чарт (2016)             | Позиция |
| ----------------------- | ------- |
| Венгрия (Single Top 40) | 95      |

| Чарт (2017)             | Позиция |
| ----------------------- | ------- |
| Венгрия (Single Top 40) | 69      |

| Чарт (2018)             | Позиция |
| ----------------------- | ------- |
| Венгрия (Single Top 40) | 66      |

| Чарт (2019)                     | Позиция |
| ------------------------------- | ------- |
| Венгрия (Single Top 40)         | 39      |
| Великобритания UK Singles (OCC) | 95      |

| Чарт (2020)                     | Позиция |
| ------------------------------- | ------- |
| Венгрия (Single Top 40)         | 38      |
| Венгрия (Stream Top 40)         | 67      |
| Великобритания UK Singles (OCC) | 60      |

| Чарт (2021)                     | Позиция |
| ------------------------------- | ------- |
| Австрия (Ö3 Austria Top 40)     | 71      |
| Канада (Canadian Hot 100)       | 97      |
| Дания (Tracklisten)             | 77      |
| Германия (GfK)                  | 61      |
| Мир Global 200 (Billboard)      | 143     |
| Венгрия (Single Top 40)         | 61      |
| Венгрия (Stream Top 40)         | 77      |
| Швейцария (Schweizer Hitparade) | 92      |
| Великобритания UK Singles (OCC) | 34      |

| Чарт (2022)                     | Позиция |
| ------------------------------- | ------- |
| Дания (Tracklisten)             | 70      |
| Германия (GfK)                  | 75      |
| Мир Global 200 (Billboard)      | 138     |
| Венгрия (Single Top 40)         | 57      |
| Венгрия (Stream Top 40)         | 76      |
| Швеция (Sverigetopplistan)      | 92      |
| Швейцария (Schweizer Hitparade) | 71      |
| Великобритания UK Singles (OCC) | 35      |
| США Streaming Songs (Billboard) | 73      |

| Чарт (2023)                     | Позиция |
| ------------------------------- | ------- |
| Австрия (Ö3 Austria Top 40)     | 72      |
| Канада (Canadian Hot 100)       | 78      |
| Дания (Tracklisten)             | 58      |
| Германия (GfK)                  | 51      |
| Мир Global 200 (Billboard)      | 129     |
| Венгрия (Single Top 40)         | 38      |
| Нидерланды (Single Top 100)     | 98      |
| Швеция (Sverigetopplistan)      | 76      |
| Швейцария (Schweizer Hitparade) | 71      |
| Великобритания UK Singles (OCC) | 18      |
| США Billboard Hot 100           | 84      |

### Сертификации
| Регион | Сертификация  | Продажи   |
| --- | ------------- | --------- |
| Австралия (ARIA) | 4× Платиновый | 280 000   |
| Канада (Music Canada) | 2× Платиновый | 160 000   |
| Дания (IFPI Danmark) | 4× Платиновый | 360 000   |
| Германия (BVMI) | Платиновый    | 500 000   |
| Греция (IFPI Greece) | Золотой       | 10 000^   |
| Италия (FIMI) · sales since 2009 | Платиновый    | 30 000*   |
| Япония (RIAJ) · physical sales | 2× Платиновый | 655,000   |
| Япония (RIAJ) · Chaku-Uta Full (R) digital 2004-2011 | Платиновый    | 250 000*  |
| Япония (RIAJ) · Chaku-Uta (R) digital 2002-2019 | 3× Платиновый | 750 000*  |
| Нидерланды (NVPI) | Платиновый    | 100 000^  |
| Новая Зеландия (RMNZ) | 3× Платиновый | 90 000    |
| Португалия (AFP) | Золотой       | 5000      |
| Испания (PROMUSICAE) | Платиновый    | 50 000    |
| Великобритания (BPI) | 3× Платиновый | 1,900,000 |
| США (RIAA) | 2× Платиновый | 2 000 000 |
| * Данные о продажах приведены только на основе сертификации. · ^ Данные о тиражах приведены только на основе сертификации. · Данные о продажах + прослушиваниях приведены только на основе сертификации. |               |           |

## Кавер-версии

### Версия Билли Пайпер
После того, как сингл «She Wants You» был выпущен в конце 1998 года, кавер-версия «Last Christmas», выпущенная на Стороне В, начала крутиться на радиостанциях. Благодаря этому CD сингл был выпущен в Европе и попал в чарт на 47 место в Швеции. Песня также была выпущена рекламным Синглом в Великобритании, в ограниченном тираже в количестве 500 копий. Это одна из самых выдающихся песен Билли Пайпер, хотя она не была включена в сборник лучших хитов The Best of Billie.

#### Список композиций
Европейский CD Сингл
1. «Last Christmas»
2. «She Wants You» (Альбомная версия)
3. «She Wants You» (Sharp Ballrom Remix)

Британский Промо CD
1. «Last Christmas» (Выпуск)
2. «She Wants You» (Радио Выпуск)

#### Чарт
| Чарт (1999)           | Высшая позиция |
| --------------------- | -------------- |
| Swedish Singles Chart | 47             |

### Версия Эшли Тисдейл
«Last Christmas» был записан в 2006 году для Warner Bros. Records Эшли Тисдейл. Песня официально вышла на радиостанциях 21 ноября 2006 года. Эта песня стала первым синглом, выпущенным Эшли Тисдейл по контракту с Warner Bros. Records и стала её официальным первым праздничным синглом. Тисдейл исполнила сингл на мероприятиях Macy's Thanksgiving Day Parade и Rockefeller Center в 2007 году. Песня была на одной из B-сайдов на Европейских изданиях первого сингла Тисдейл «Be Good to Me» и второго сингла «He Said She Said» из альбома Headstrong. Песня была включена в различные сборники, в том числе A Very Special Christmas Vol.7 и A Disney Channel Holiday.

#### Список композиций
Трек-лист
1. «Last Christmas» (версия сингла) — 3:55

#### Чарты
| Чарты(2007)                            | Высшая позиция |
| -------------------------------------- | -------------- |
| Американский Billboard Hot 100 Airplay | 87             |

### Версия Crazy Frog
«Last Christmas» был записан в 2006 году Крэйзи Фрогом и выпущен рождественским синглом. В Бельгии, Нидерландах, Австралии, Новой Зеландии, Швеции и Франции «Last Christmas» он был выпущен на 12 месяцев раньше, чем в других странах.

#### Список композиций
CD сингл
1. «Last Christmas» (Радио выпуск)
2. «We Wish You a Merry Christmas»
3. «Last Christmas» (club mix)
4. «Nellie the Elephant»
5. «Last Christmas» (Клип)

#### Чарты
| Чарт (2006)                      | Высшая позиция |
| -------------------------------- | -------------- |
| Australian Singles Chart         | 30             |
| Belgian (Flanders) Singles Chart | 19             |
| Belgian (Wallonia) Singles Chart | 6              |
| Dutch Singles Chart              | 48             |
| French Singles Chart             | 19             |
| Irish Singles Chart              | 16             |
| New Zealand Singles Chart        | 19             |
| UK Singles Chart                 | 16             |

### Версия Cascada
«Last Christmas» была записана в 2007 году группой Cascada. Она была выпущена на iTunes в ноябре 2007 года. У песни есть только цифровой релиз, но через 6 дней она была выпущена на EP «What Hurts the Most».
В Великобритании, несмотря на то, что это трек — В-сайд, песня регулярно крутилась по музыкальным каналам во время праздничного сезона.
iTunes
- «Last Christmas» — 3:52

#### Чарты
| Чарт (2007)          | Высшая позиция |
| -------------------- | -------------- |
| German Singles Chart | 82             |
| UK Singles Chart     | 111            |
| UK Dance Chart       | 22             |

### Версия Alcazar
Песня была перепета группой Alcazar и стала шестым синглом из их третьего альбома «Disco Defenders». До настоящего времени этот сингл издавался только в Германии. Он был включен бонус треком специального Шведского издания Disco Defenders, выпущенного 18 ноября 2009 года.

#### Список композиций
Digipac
1. «Last Christmas»
2. «One Two Three Four»

#### Чарты
| Чарт (2009)           | Высшая позиция |
| --------------------- | -------------- |
| German Singles Charts | TBD            |

### Версия Jimmy Eat World
Сингл Jimmy Eat World «Last Christmas» был выпущен 10 декабря 2001 года после прорывного альбома Bleed American.
«Last Christmas» включает в себя две кавер-версии: «Last Christmas» Wham! и «Firestarter» The Prodigy.

#### Список композиций
| №  | Название         | Длительность |
| -- | ---------------- | ------------ |
| 1. | «Last Christmas» | 4:00         |
| 2. | «Firestarter»    | 6:29         |

### Другие кавер-версии
- В 1994 году версию песни записал евродэнс-проект «Physical Motion»[177].
- Тейлор Свифт в её мини-альбоме 2007 года The Taylor Swift Holiday Collection (достиг 28-го места в американском хит-параде Billboard Hot Country Songs в январе 2008)[178].
- JLS в финале конкурса The X Factor, прошедшем 13 декабря 2008 года[179].
- The Puppini Sisters в их альбоме 2010 года Christmas with The Puppini Sisters[англ.][180].
- Хилари Дафф включила кавер в свой дебютный альбом Santa Claus Lane. Эта версия была сначала на 133-м месте в 2011 году[181] и затем на 68-м месте в южнокорейском чарте Gaon Chart[182]
- Electric Six, спродюсированный Fall On Your Sword в 2013 году[183].
- Helena Fistcher и Рикки Мартин, в альбоме Fistcher 2015 года Weihnachten[184][185][186].
- Postmodern Jukebox, американский джазовый проект выпустил кавер в виде сингла 2015 года при участии Сары Нимиц[англ.], Кристины Гатти и Арианы Савалас[англ.], которые спели в вокальном стиле Сестёр Эндрюс и Мелинда Салливан представила танцевальное выступление[187].
- Рита Ора, в программе BBC Radio 1 Live Lounge 11 декабря 2017 года. Позднее эта версия была включена в альбом The Sound of Christmas: Live & Exclusive at the BBC, вышедший 30 ноября 2018 года[188][189].
- Элли Брук, бывшая участница группы Fifth Harmony 16 ноября 2018 года[190].
- James TW, английский автор-исполнитель со своей версией достиг 22-го места в Новой Зеландии[191] и 38-го места в шведском официальном хит-параде синглов Sverigetopplistan[192].
- Аланис Мориссетт, канадская поп и рок певица выпустила авторский ремикс песни на своем рождественском мини-альбоме Last Christmas 03 ноября 2023 года.